# Theodor Kettmann
Theodor Kettmann (* 27. November 1938 in Besten) ist deutscher Geistlicher und emeritierter Weihbischof in Osnabrück.

## Leben
Theodor Kettmann wuchs auf einem Bauernhof in Besten (heute Eggermühlen) auf und legte sein Abitur in Cloppenburg ab. Im Anschluss studierte Kettmann katholische Theologie und Philosophie an der Philosophisch-Theologischen Hochschule St. Georgen in Frankfurt am Main und an der Universität Münster. Er empfing am 1. Februar 1964 durch Bischof Helmut Hermann Wittler die Priesterweihe für das Bistum Osnabrück. Nach seiner Weihe war Kettmann als Kaplan in der Pfarrseelsorge in Hamburg, Fürstenau und Osnabrück tätig.
Als Domkaplan wurde er 1978 im Alter von 40 Jahren vom Kaplan zum Titularbischof von Busiris und Weihbischof in Osnabrück ernannt. Seine Beförderung vom Kaplan zum Bischof war eine Besonderheit, da Kettmann bis zu dem Zeitpunkt noch keine Leitungsfunktion, etwa als Pfarrer, ausgeübt hatte. Die Bischofsweihe empfing er am 18. Februar 1979 im Hohen Dom zu Osnabrück durch Bischof Wittler; Mitkonsekratoren waren der Osnabrücker Weihbischof Karl-August Siegel sowie der Münsteraner Weihbischof und Offizial für das Oldenburger Land Max Georg Freiherr von Twickel. Sein bischöflicher Wahlspruch „Lasst uns nach dem streben, was zum Aufbau der Gemeinde beiträgt“ entstammt dem Brief des Apostels Paulus an die Römer (Röm 14,19 ).
Theodor Kettmann war im Bistum Osnabrück als Bischofsvikar für den Bereich Caritas und Soziale Dienste verantwortlich. So war er von 1993 bis 2007 Vorsitzender des Caritasverbandes in der Diözese. Zudem war er für die Ausbildung der Ständigen Diakone zuständig. Während der Sedisvakanz zwischen den Bischöfen Ludwig Averkamp und Franz-Josef Bode im Jahre 1995 leitete er elf Monate lang das Bistum als Diözesanadministrator. In der Deutschen Bischofskonferenz engagierte er sich als Mitglied in der Kommissionen für Ehe und Familie und für caritative Fragen.
Am 30. November 2011 nahm Papst Benedikt XVI. das von Theodor Kettmann aus Gesundheitsgründen vorgebrachte Rücktrittsgesuch an. Bis zur Amtsübernahme seines Nachfolgers Johannes Wübbe führte er seinen Dienst im Bistum Osnabrück weiter. Während der 33 Jahre seines Dienstes spendete er mehr als 80.000 Jugendlichen das Sakrament der Firmung und war zum Zeitpunkt seines Rücktritts Deutschlands dienstältester Weihbischof.

## Ehrungen
2013 wurde ihm der Silberne Brotteller verliehen, die höchste Auszeichnung des Deutschen Caritasverbandes, die in seltenen Fällen bei außerordentlichem Engagement verliehen wird. Der Caritasverband des Bistums Osnabrück benannte zudem 2015 einen Preis nach Theodor Kettmann, den Weihbischof-Kettmann-Preis. Er wird für Engagement in der Völkerverständigung und Versöhnung verliehen.